# خورخي نونو بينتو دا كوستا
خورخي نونو بينتو دا كوستا (بالبرتغالية: Jorge Nuno Pinto da Costa‏) هو رائد أعمال برتغالي، ولد في 28 ديسمبر 1937 في Cedofeita ‏ في البرتغال.